# Pedro Plaza y Moraza
Pedro Plaza y Moraza, latinizzato come Petrus a Plaza a Moraza (Briviesca, 1524 – isole Canarie, 1564 circa), è stato un giurista spagnolo del XVI secolo attivo a Salamanca.

## Biografia
Nacque nel 1524 a Briviesca.
Operò come giureconsulto soprattutto a Salamanca.
Morì nel 1563 o 1564 nelle Canarie.
È ricordato soprattutto per un trattato sul processo penale, che ebbe ampia diffusione anche al di fuori dell'ambito spagnolo.
Il Diccionario Enciclopédico Hispano-Americano scrive che "acquisì una grande e giusta reputazione per le sue profonde conoscenze di giureconsulto, ellenista e studioso di antichità romane, come dimostra la sua opera."

## Opere
- Epitome delictorum, Venetiis, Apus Hieronyum Scotum, 1573.
  - Epitomes delictorum causarum, Salamanca, Ioannes à Canoua, 1558.
  - (LA) Epitome delictorum causarumque criminalium, ex iure pontificio, regio et caesareo, Lyon, Jacques Faure, 1560.
- Omnia ad amusim, Salamanca, 1558.
- Constituiones regias.
- Juris civilis et canonici artem, cum multa cura conscriptam.